# ترکمن‌خیل
ترکمن‌خیل، روستایی است از توابع بخش مرکزی شهرستان قائم‌شهر در استان مازندران ایران.

## جمعیت
این روستا در بالاتجن قرار داشته و براساس آخرین سرشماری مرکز آمار ایران که در سال ۱۳۸۵ صورت گرفته، جمعیت آن ۲۵۷نفر (۷۲خانوار) بوده‌است.